# Frédéric Tripp
Pour les articles homonymes, voir Tripp.
Frédéric Tripp est un boxeur français né le 2 mai 1974 à Vesoul. Il a évolué toute sa carrière au sein de la section de boxe du club de l'Avant-garde de la Motte à Vesoul dans la Haute-Saône.
Combattant dans la catégorie des super-légers, il devient champion de France en 1998 et obtient la ceinture de champion international IBF en 2008.

## Biographie

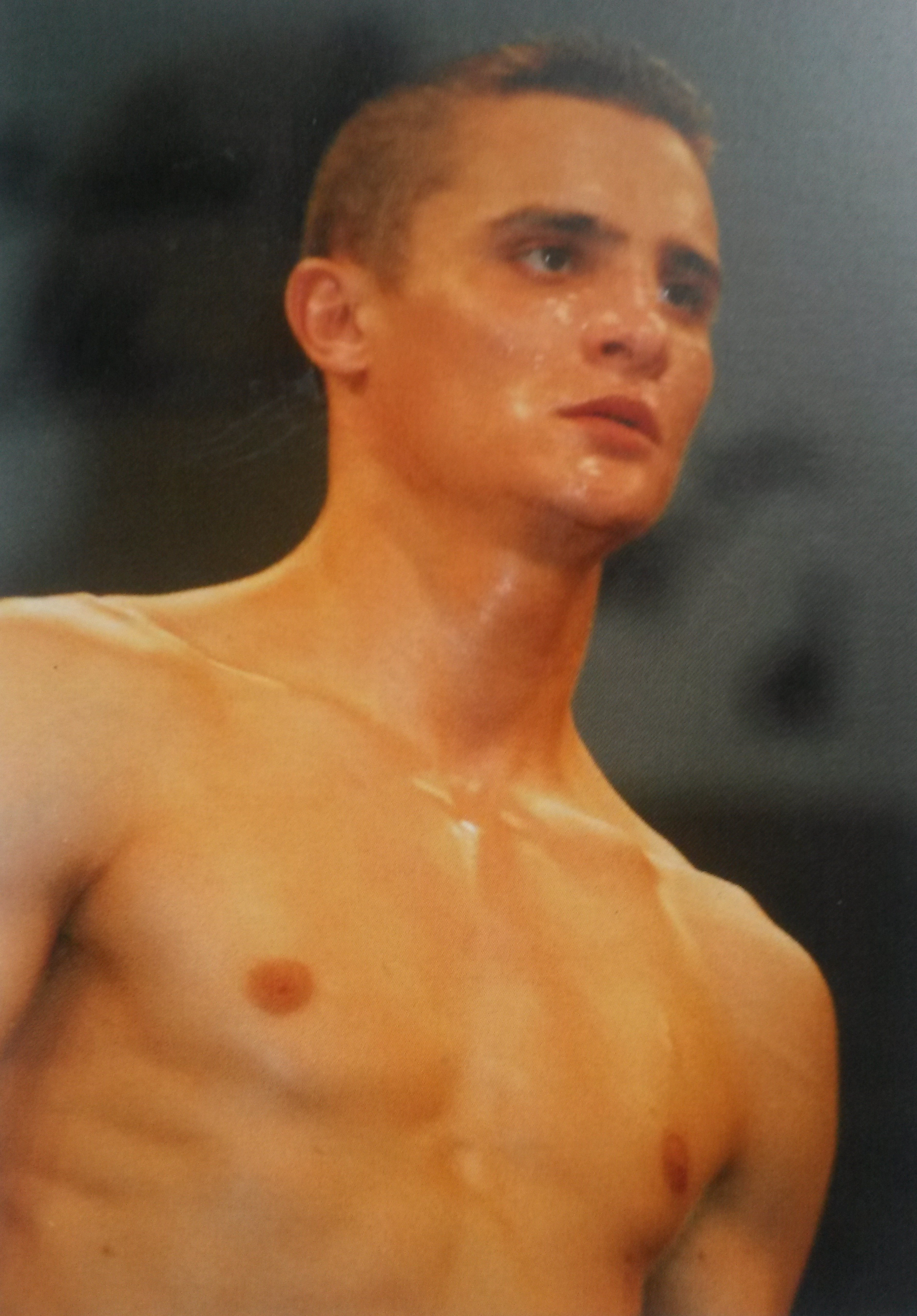
Frédéric Tripp lors d'un combat

Il est le fils de Francis Tripp, qui a été champion de France de boxe amateur des poids plumes en 1978 et des poids légers en 1981. Né à Vesoul, Frédéric Tripp passe sa jeunesse à Fougerolles, en Haute-Saône. Par la suite, il vient habiter chez sa grand-mère, qui vit rue des Jonquilles, dans le quartier des Rêpes puis obtient un CAP Cuisine. Tripp commence à pratiquer la boxe à l'âge de 17 ans, puis réalise son premier combat amateur le 21 mars 1992, à 18 ans.
Frédéric Tripp passe professionnel en 1995 et dispute son premier combat le 4 novembre 1995. Il devient champion de France des super-légers en 1998. Entre 2003 et 2007, Tripp arrêta momentanément sa carrière, puis en 2008, s'empare de la ceinture de champion international IBF de cette catégorie après sa victoire contre le géorgien Mugzar Margvelascivili par arrêt de l'arbitre au 7e round.
Durant une partie de sa carrière, Frédéric Tripp eut pour entraîneurs Alain Pahon et Francis Laurent, qui ont notamment formé Bilel Latreche et Morrade Hakkar, au sein du club de l'Avant-garde de la Motte. Sur ces 45 combats professionnels, Tripp combattit 14 fois dans sa ville (gymnase Lasalle).
Aujourd'hui, Frédéric Tripp travaille en tant qu'agent d'entretien pour la communauté d'agglomération de Vesoul.

### Liste des combats professionnels
| 45 combats      | 26 victoires | 18 défaites |
| Avant la limite | 9            | 6           |
| Sur décision    | 17           | 12          |
| Match nul       | 1            | 1           |

-
| Décision possible : KO • TKO (KO technique) • UD (décision aux points unanime) • MD (décision aux points majoritaire) • SD (décision aux points partagée) • D (match nul) • NC (sans décision) • RTD (abandon) |         |                         |      |       |                  |                                 |                                               |
| Résultat | Record  | Adversaire              | Type | Round | Date             | Lieu                            | Notes                                         |
| Défaite | 14-1-2  | Salim Larbi             | KO   | 8     | 8 octobre 2011   | Salle Bleue, Bejaia             |                                               |
| Victoire | 13-6-1  | Laszlo Robert Balogh    | KO   | 6     | 18 juin 2011     | Gymnase Lasalle, Vesoul         |                                               |
| Match nul | 35-26-1 | Laszlo Komjathi         | PTS  | 10    | 10 octobre 2009  | Gymnase Lasalle, Vesoul         |                                               |
| Défaite | 15-6-4  | Hamza Issa              | TKO  | 12    | 4 juillet 2009   | Ahmadou Ahidjo Stadium, Yaounde |                                               |
| Défaite | 9-1-1   | Vittorio Oi             | SD   | 12    | 7 février 2009   | Salle Tetelin, Arras            |                                               |
| Victoire | 1-25-0  | Marian Cazacu           | PTS  | 8     | 19 décembre 2008 | Salle la commanderie, Dole      |                                               |
| Victoire | 15-2-0  | Nugzar Margvelashvili   | TKO  | 12    | 25 avril 2008    | Gymnase Lasalle, Vesoul         | Champion international IBF poids super-légers |
| Victoire | 28-17-0 | Kirkor Kirkorov         | PTS  | 8     | 5 avril 2008     | Gymnase des pompiers            |                                               |
| Défaite | 11-1-2  | Pierre Francois Bonicel | PTS  | 6     | 10 novembre 2007 | Salle porte de Lyon, Vienne     |                                               |
| Victoire | 9-7-0   | Emmanuel Fleury         | TKO  | 8     | 10 mai 2003      | Calais                          |                                               |
| Victoire | 7-7-1   | Jean Gabriel Obel Okeli | PTS  | 8     | 22 mars 2003     | Calais                          |                                               |
| Défaite | 15-1-0  | Krzysztof Bienias       | UD   | 6     | 15 février 2003  | MOSiR Hall                      |                                               |
| Victoire | 1-9-2   | Peter Takac             | TKO  | 8     | 29 novembre 2002 | Aubagne                         |                                               |
| Défaite | 13-5-1  | Fabrice Colombel        | UD   | 10    | 25 mai 2002      | Calais                          |                                               |
| Défaite | 21-0-0  | Souleymane M'baye       | MD   | 10    | 16 octobre 2001  | Saint-Ave                       |                                               |
| Victoire | 2-7-0   | Ahmed Merichiche        | PTS  | 8     | 23 juin 2001     | Calais                          |                                               |
| Victoire | 13-2-0  | Patrick Belaidi         | PTS  | 8     | 20 avril 2001    | Berck                           |                                               |
| Victoire | 5-2-0   | Julio Cesar Meran       | TKO  | 6     | 31 mars 2001     | Saint-Bonnet                    |                                               |
| Défaite | 26-0-1  | Gianluca Branco         | PTS  | 6     | 17 février 2001  | Padua, Veneto                   |                                               |
| Défaite | 19-2-0  | Giuseppe Lauri          | PTS  | 6     | 8 décembre 2000  | San Dona di Piave               |                                               |
| Victoire | 17-16-1 | Jean-Marc Linguet       | PTS  | 6     | 25 novembre 2000 | Gymnase Lasalle, Vesoul         |                                               |
| Défaite | 11-1-0  | Christian Giantomassi   | PTS  | 6     | 20 mai 2000      | Piancavallo                     |                                               |
| Défaite | 5-0-0   | Riad Menasria           | UD   | 8     | 24 avril 2000    | Berne                           |                                               |
| Défaite | 27-3-0  | Gabriel Mapouka         | TKO  | 10    | 25 février 2000  | Thiais                          |                                               |
| Victoire | 9-10-1  | Petre Gigel             | TKO  | 0     | 4 décembre 1999  | Gymnase Lasalle, Vesoul         |                                               |
| Défaite | 15-5-2  | Ferenc Szakallas        | PTS  | 6     | 26 octobre 1999  | Guilherand-Granges              |                                               |
| Défaite | 22-3-0  | Gabriel Mapouka         | TKO  | 10    | 9 avril 1999     | Gymnase Lasalle, Vesoul         |                                               |
| Défaite | 19-0-0  | Oktay Urkal             | RTD  | 12    | 13 février 1999  | Maritim Hotel                   |                                               |
| Victoire | 15-26-1 | Rudi Valentino          | PTS  | 6     | 3 décembre 1998  | Epernay                         |                                               |
| Victoire | 10-0-0  | Nordine Mouchi          | TKO  | 10    | 6 novembre 1998  | Thiais                          | Champion de France poids super-légers         |
| Victoire | 10-17-3 | Pascal Montulet         | PTS  | 8     | 17 avril 1998    | Aulnoye-Aymeries                |                                               |
| Victoire | 7-10-2  | Christophe Beaurain     | PTS  | 8     | 21 mars 1998     | Gymnase Lasalle, Vesoul         |                                               |
| Victoire | 1-3-0   | Constantin Gherasim     | PTS  | 8     | 21 février 1998  | Gymnase Lasalle, Vesoul         |                                               |
| Victoire | 10-13-3 | Pascal Montulet         | PTS  | 6     | 29 novembre 1997 | Gymnase Lasalle, Vesoul         |                                               |
| Défaite | 15-2-0  | Gabriel Mapouka         | PTS  | 8     | 14 juin 1997     | Gymnase Lasalle, Vesoul         |                                               |
| Victoire | 5-7-0   | Elyes Mahdjoub          | PTS  | 8     | 10 mai 1997      | Gymnase Lasalle, Vesoul         |                                               |
| Victoire | 9-10-1  | Aziz Makloufi           | PTS  | 8     | 29 mars 1997     | Besancon                        |                                               |
| Victoire | 12-17-3 | Abdel El Kadri          | TKO  | 6     | 7 février 1997   | Dijon                           |                                               |
| Défaite | 17-6-3  | Yannick Paget           | TKO  | 8     | 6 décembre 1996  | Frejus                          |                                               |
| Victoire | 5-0-0   | Remi Danican            | TKO  | 6     | 14 juin 1996     | Gymnase Lasalle, Vesoul         |                                               |
| Victoire | 2-0-0   | Farid Hamdani           | PTS  | 6     | 5 mai 1996       | Marseille                       |                                               |
| Victoire | 3-1-0   | Abder Oukabli           | PTS  | 6     | 29 mars 1996     | Port sur Saone                  |                                               |
| Victoire | 2-3-0   | Laurent Montgermont     | PTS  | 6     | 17 février 1996  | Gymnase Lasalle, Vesoul         |                                               |
| Victoire | 5-3-1   | Danielo Machuca         | PTS  | 6     | 24 novembre 1995 | Gymnase Lasalle, Vesoul         |                                               |
| Défaite | 0-2-0   | Germain Amenou          | PTS  | 6     | 4 novembre 1995  | Gaillard                        | Débuts professionnels                         |